# Блудні дочки
«Блудні дочки» (англ. Prodigal Daughters) — американська драма кінорежисера Сема Вуда 1923 року.

## У ролях
- Глорія Суонсон — Свіфт Форбс

- Ральф Грейвз — Роджер Корбін
- Віра Рейнольдс — Марджорі Форбс
- Теодор Робертс — Дж. Д. Форбс
- Луїз Дрессер — місіс Форбс
- Чарльз Клері — Стенлі Гарсайда
- Роберт Егнью — Лестер Годж
- Мод Вейн — Конні